# Hyperolius pustulifer
Hyperolius pustulifer es una especie de anfibios de la familia Hyperoliidae.
Habita en República Democrática del Congo y posiblemente Burundi.
Su hábitat natural incluye ríos, marismas de agua dulce y corrientes intermitentes de agua dulce.